# Berna-Mittelland (distrito administrativo)
Berna-Mittelland (em alemão: Bern-Mittelland) é um distrito administrativo da Suíça, localizado no cantão de Berna. Tem 946,30 km² de área e sua população em 2019 foi estimada em 416.469 habitantes. Sua sede é a comuna de Ostermundigen.

## Comunas
Berna-Mittelland está composto por um total de 76 comunas:
| Brasão                      | Comuna                      | População (31 de dezembro de 2019) | Área em km² |
| --------------------------- | --------------------------- | ---------------------------------- | ----------- |
| Allmendingen                | Allmendingen                | 591                                | 3.80        |
| Arni                        | Arni                        | 930                                | 10.44       |
| Bäriswil                    | Bäriswil                    | 1.046                              | 2.72        |
| Belp                        | Belp                        | 11.572                             | 23.29       |
| Bern                        | Berna                       | 134.591                            | 51.61       |
| Biglen                      | Biglen                      | 1.815                              | 3.61        |
| Bolligen                    | Bolligen                    | 6.286                              | 16.56       |
| Bowil                       | Bowil                       | 1.364                              | 14.69       |
| Bremgarten bei Bern         | Bremgarten bei Bern         | 4.369                              | 1.91        |
| Brenzikofen                 | Brenzikofen                 | 492                                | 2.20        |
| Clavaleyres                 | Clavaleyres                 | 48                                 | 1.01        |
| Deisswil bei Münchenbuchsee | Deisswil bei Münchenbuchsee | 91                                 | 2.14        |
| Diemerswil                  | Diemerswil                  | 204                                | 2.86        |
| Ferenbalm                   | Ferenbalm                   | 1.236                              | 9.18        |
| Fraubrunnen                 | Fraubrunnen                 | 5.180                              | 31.97       |
| Frauenkappelen              | Frauenkappelen              | 1.228                              | 9.31        |
| Freimettigen                | Freimettigen                | 454                                | 2.95        |
| Gerzensee                   | Gerzensee                   | 1.231                              | 7.79        |
| Grosshöchstetten            | Grosshöchstetten            | 4.151                              | 3.47        |
| Guggisberg                  | Guggisberg                  | 1.523                              | 54.92       |
| Gurbrü                      | Gurbrü                      | 264                                | 1.84        |
| Häutligen                   | Häutligen                   | 256                                | 3.0         |
| Herbligen                   | Herbligen                   | 599                                | 2.77        |
| Iffwil                      | Iffwil                      | 421                                | 5.07        |
| Ittigen                     | Ittigen                     | 11.306                             | 4.21        |
| Jaberg                      | Jaberg                      | 298                                | 1.32        |
| Jegenstorf                  | Jegenstorf                  | 5.761                              | 13.5        |
| Kaufdorf                    | Kaufdorf                    | 1.112                              | 2.04        |
| Kehrsatz                    | Kehrsatz                    | 4.331                              | 4.44        |
| Kiesen                      | Kiesen                      | 1.012                              | 4.69        |
| Kirchdorf                   | Kirchdorf                   | 1.829                              | 6.10        |
| Kirchlindach                | Kirchlindach                | 3.214                              | 11.97       |
| Köniz                       | Köniz                       | 42.044                             | 50.98       |
| Konolfingen                 | Konolfingen                 | 5.347                              | 12.79       |
| Kriechenwil                 | Kriechenwil                 | 442                                | 4.76        |
| Landiswil                   | Landiswil                   | 607                                | 10.26       |
| Laupen                      | Laupen                      | 3.168                              | 4.11        |
| Linden                      | Linden                      | 1.300                              | 13.23       |
| Mattstetten                 | Mattstetten                 | 575                                | 3.82        |
| Meikirch                    | Meikirch                    | 2.473                              | 10.22       |
| Mirchel                     | Mirchel                     | 626                                | 2.35        |
| Moosseedorf                 | Moosseedorf                 | 4.130                              | 6.34        |
| Mühleberg                   | Mühleberg                   | 3.013                              | 26.21       |
| Münchenbuchsee              | Münchenbuchsee              | 10.355                             | 8.82        |
| Münchenwiler                | Münchenwiler                | 538                                | 2.50        |
| Münsingen                   | Münsingen                   | 12.935                             | 15.75       |
| Muri bei Bern               | Muri bei Bern               | 13.023                             | 7.64        |
| Neuenegg                    | Neuenegg                    | 5.606                              | 21.87       |
| Niederhünigen               | Niederhünigen               | 656                                | 5.40        |
| Niedermuhlern               | Niedermuhlern               | 501                                | 7.24        |
| Oberbalm                    | Oberbalm                    | 849                                | 12.42       |
| Oberdiessbach               | Oberdiessbach               | 3.533                              | 16.46       |
| Oberhünigen                 | Oberhünigen                 | 313                                | 6.03        |
| Oberthal                    | Oberthal                    | 723                                | 10.51       |
| Oppligen                    | Oppligen                    | 641                                | 3.40        |
| Ostermundigen               | Ostermundigen               | 17.772                             | 5.96        |
| Riggisberg                  | Riggisberg                  | 3.002                              | 29.85       |
| Rubigen                     | Rubigen                     | 2.877                              | 6.93        |
| Rüeggisberg                 | Rüeggisberg                 | 1.761                              | 35.79       |
| Rüschegg                    | Rüschegg                    | 1.676                              | 57.27       |
| Schwarzenburg               | Schwarzenburg               | 6.744                              | 44.88       |
| Stettlen                    | Stettlen                    | 3.137                              | 3.52        |
| Thurnen                     | Thurnen                     | 1.922                              | 6.0         |
| Toffen                      | Toffen                      | 2.526                              | 4.91        |
| Urtenen-Schönbühl           | Urtenen-Schönbühl           | 6.317                              | 7.18        |
| Vechigen                    | Vechigen                    | 5.345                              | 24.82       |
| Wald                        | Wald                        | 1.174                              | 13.30       |
| Walkringen                  | Walkringen                  | 1.768                              | 17.19       |
| Wichtrach                   | Wichtrach                   | 4.354                              | 11.57       |
| Wiggiswil                   | Wiggiswil                   | 103                                | 1.44        |
| Wileroltigen                | Wileroltigen                | 372                                | 4.16        |
| Wohlen bei Bern             | Wohlen bei Bern             | 9.266                              | 36.33       |
| Worb                        | Worb                        | 11.479                             | 21.10       |
| Zäziwil                     | Zäziwil                     | 1.579                              | 5.42        |
| Zollikofen                  | Zollikofen                  | 10.471                             | 5.38        |
| Zuzwil                      | Zuzwil                      | 570                                | 3.46        |
|                             | Total (79)                  | 416.469                            | 946.30      |